# کارلایل یوبنک
کارلایل یوبنک (انگلیسی: Carlyle Eubank؛ زادهٔ ۲۴ ژوئن ۱۹۸۷) فیلم‌نامه‌نویس اهل ایالات متحده آمریکا است. وی از سال ۲۰۱۱ میلادی تاکنون مشغول فعالیت بوده است. فیلم او با نام سیگنال محصول ۲۰۱۴ با بازی لارنس فیشبرن، برنتون توایتز و اولیویا کوک برای اولین بار در جشنواره فیلم ساندنس ۲۰۱۴ به نمایش درآمد و در ۱۳ ژوئن توسط فوکس فیچرز در سینماهای ایالات متحده اکران شد.

## پیشینه
یوبنک در کالج آمهرست در رشته زبان و ادبیات انگلیسی تحصیل کرد.
وی هنگام نوشتن فیلمنامه «سیگنال»، از تجربیات شخصی متعددی بهره برد. یوبنک هنگام کار روی فیلمنامه، تحت تأثیر تلاشش برای صعود به قله اورست در سال ۲۰۱۱ قرار گرفت که در آن سال، رفیق همنوردش در طول این سفر اکتشافی جان باخت.